# Bernhard I av Sachsen

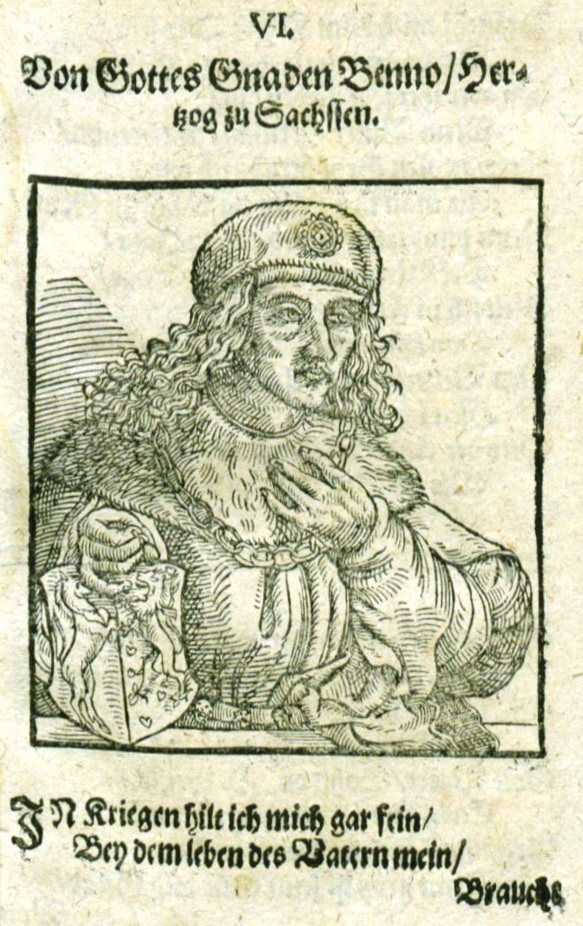
Bernhard I av Sachsen.

Hertig Bernhard I av Sachsen. Född omkring 950, död 9 februari 1011 i Corvey. Hertig av Sachsen 973-1011 och son till hertig Herman I av Sachsen (död 973).
Bernhard, även kallad Benno, tillhörde billungarnas dynasti och gifte sig med Hildegard av Stade någon gång mellan 974 och 990. Hildegard var dotter till greve Henrik den skallige av Stade.
Bernhard och Hildegard blev föräldrar till:
1. Bernhard II av Sachsen (död 1059), hertig av Sachsen 1011-1059